# Mourad Lemsen
Mourad Lemsen (ur. 1 lutego 1980) – marokański piłkarz, grający na pozycji obrońcy. W sezonie 2021/2022 zawodnik JS Massira.

## Kariera klubowa

### Wydad Casablanca (2011–2014)
Zaczynał karierę w Wydadzie Casablanca. W tym klubie zadebiutował 21 sierpnia 2011 roku w meczu przeciwko IZK Khemisset, wygranym 2:0, grając cały mecz. Pierwszą bramkę strzelił 11 grudnia w meczu przeciwko FARowi Rabat, zremisowanym 2:2. Do siatki trafił w 60. minucie. Pierwszą asystę zaliczył 25 września w meczu przeciwko FUSowi Rabat, wygranym 2:0. Asystował przy golu w 36. minucie. W swoim pierwszym sezonie zagrał 18 meczów, strzelił gola i miał dwie asysty.
W sezonie 2012/13 zagrał 29 meczów i strzelił gola.
W sezonie 2013/14 zagrał 20 spotkań, zaliczył też asystę.
Łącznie zagrał 67 meczów, strzelił dwa gole i miał trzy asysty.

### Dalsza kariera (2014–)
17 sierpnia 2014 roku dołączył do JS Massira.